# Perry Park
Perry Park is een plaats (census-designated place) in de Amerikaanse staat Colorado, en valt bestuurlijk gezien onder Douglas County.

## Demografie
Bij de volkstelling in 2000 werd het aantal inwoners vastgesteld op 1180.

## Geografie
Volgens het United States Census Bureau beslaat de plaats een oppervlakte van
24,7 km², waarvan 24,6 km² land en 0,1 km² water.

## Plaatsen in de nabije omgeving
De onderstaande figuur toont nabijgelegen plaatsen in een straal van 24 km rond Perry Park.